# Ferengi
Ferengi – fikcyjna rasa żyjąca w świecie Star Trek. To rasa kupców, których filozofia życiowa opiera się wyłącznie na chęci zysku. Rodzimą planetą rasy Ferengi jest Ferenginar.

## Nazwa
Nazwa Ferengi powstała w oparciu o Perski termin Ferenghi, używany w całej Azji (dawn. Feringhee), co znaczyło "obcokrajowcy" czy "Europejczycy". Pochodzi od etnonimu "Frank".

## Anatomia
Ferengi to niskorosła rasa humanoidalna o pomarańczowej skórze i charakterystycznych, dużych małżowinach usznych. Posiadają duże czaszki z wyraźnie uwydatnionymi guzowatościami czołowymi, ostre stożkowate zęby oraz szerokie pomarszczone nosy. Silnie rozwinięte, czteropłatowe mózgowie zabezpiecza ich myśli przed dostępem wielu ras dysponujących zdolnościami telepatycznymi (np. Betazoidzi). Spośród zmysłów najbardziej rozwinięty u ferengich jest słuch, następnie zmysł smaku i węchu. Wzrok ferengi jest słabszy niż ludzi.
Głównymi cechami dymorfizmu płciowego, poza typowymi dla humanoidów, jest różnica w wielkości małżowin usznych (mężczyźni posiadają zdecydowanie większe). Są silnie unerwione i stanowią strefę erogenną. Ich masaż, zwany oo-mox, stanowi nie tylko element pettingu, ale także jest wykonywany w miejscach publicznych, nie tylko przez przedstawicielki rasy ferengi i jest uznawany za demonstrację władzy i bogactwa.

## Kultura
Ferengi to rasa kupców opanowanych całkowicie chęcią zysku. Kierują się przy tym zbiorem praw spisanych w księdze Zasad Zaboru Ferengi.
Społeczeństwo ferengich jest silnie patriarchalne. Kobiety mają bardzo ograniczone prawa. Ich dyskryminacja wyrażana jest przez obowiązek chodzenia nago, brak możliwości zarobkowania i cytowania Zasad Zaboru, niemożność prowadzenia rozmów z obcymi oraz przymus służenia mężczyznom.
Ulubionym pokarmem ferengich są larwy owadów, podawane na żywo, gotowane lub przeżuwane przez kobiety. Z owadów wytwarza się również soki (np. sok z żuków).

### Zasady zaboru Ferengi

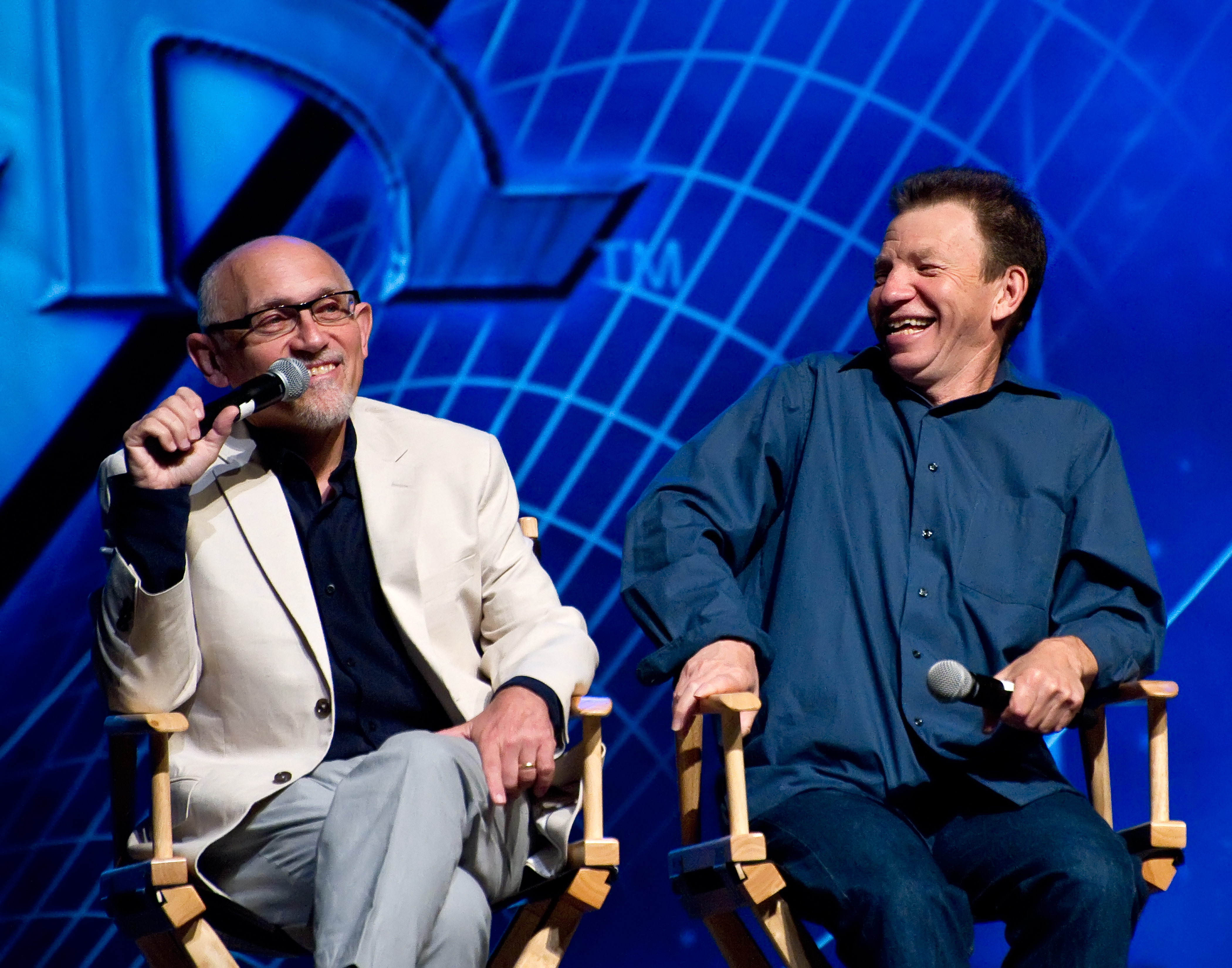
Armin Shimerman i Max Grodénchik - aktorzy wcielający się w rolę braci ferengów: Quarka i Roma

Ferengi postępują według Zasad Zaboru Ferengi - zbioru 285 praw stworzonych dawno temu przez Wielkiego Nagusa Ginta. Oto niektóre z nich:
- Zasada 1 - Kiedy wejdziesz w posiadanie cudzych pieniędzy - nie oddawaj ich.
- Zasada 3 - Nigdy nie inwestuj więcej niż to konieczne.
- Zasada 6 - Nie pozwól rodzinie stawać na drodze do zysku.
- Zasada 7 - Miej uszy otwarte.

## Ferenginar
Rodzimą planetą Ferengi jest Ferenginar (czasem nazywany błędnie Ferengalem) położona w Kwadrancie Alfa, stolica Sojuszu Ferengi. Klimat planety jest bardzo wilgotny, a większość powierzchni przesłonięta jest grubymi chmurami burzowymi. Na Ferenginarze prawdopodobnie cały czas pada deszcz, a ląd przypomina moczary. Ferenginarskie domy są przystosowane do panującego tam klimatu - mają kopulasty kształt podobny do igloo, z małym i niskim wejściem na dole. W środku stolicy planety znajduje się Święty Rynek, a na nim Wieża Targowa - jest to centrum kultury cywilizacji Ferengi. 